# Turns into Stone
Albums de The Stone Roses
The Stone Roses
(1989) Second Coming
(1994)
Turn into Stone est une compilation des Stone Roses, produite par John Leckie et Peter Hook et parue le 20 juillet 1992. Elle reprend les chansons du groupe sorties en singles en dehors de l'album. De ce fait, cet album peut être le deuxième album studio du groupe en attendant Second Coming. 

## Liste des titres
| No  | Titre                             | Durée |
| --- | --------------------------------- | ----- |
| 1.  | Elephant Stone (12" version)      | 4:53  |
| 2.  | The Hardest Thing in the World    | 2:39  |
| 3.  | Going Down                        | 2:46  |
| 4.  | Mersey Paradise                   | 2:44  |
| 5.  | Standing Here                     | 5:05  |
| 6.  | Where Angels Play                 | 4:15  |
| 7.  | Simone                            | 4:24  |
| 8.  | Fools Gold (12" version)          | 9:53  |
| 9.  | What the World Is Waiting For     | 3:55  |
| 10. | One Love (12" version)            | 7:45  |
| 11. | Something's Burning (12" version) | 7:50  |